# Osunyai Jr
Osunyai Jr ist ein Verwaltungsbezirk (Ward) des Distrikts Arusha (CC) in der tansanischen Region Arusha.

## Geografie
Osunyai Jr liegt im Norden von Tansania. Es ist ein Stadtteil im Südwesten der Stadt Arusha. Der Bezirk grenzt im Westen an Olasiti, im Norden an Sombetini, im Nordosten an Unga Ltd, im Osten an Sokon I und im Süden an Muriet.
Bei der Volkszählung 2022 lebten hier 29.507 Menschen in 8923 Haushalten.

## Geschichte
Der Bezirk wurde 2014 gegründet.

## Gliederung
Der Bezirk besteht aus vier Stadtteilen (Mtaa):
- Osunyai
- Ngusero
- Kirika B
- JR

## Wirtschaft und Infrastruktur
- Bildung: Im Bezirk gibt es vier Grundschulen und mit der Sombetini Secondary School eine weiterführende Schule.[4]
- Gesundheit: Für die medizinische Betreuung der Bevölkerung sorgt das Gesundheitszentrum Zahanatiya Sombetini.[4]